# Als
Pour les articles homonymes, voir Als.
Als (en allemand Alsen) est une île danoise qui se situe dans l'espace maritime Cattégat, Øresund et Belts. Elle est aujourd'hui entièrement comprise dans la municipalité de Sønderborg. La ville de Sønderborg a la particularité d'être en partie sur l'île (la vieille ville) et en partie sur le continent.

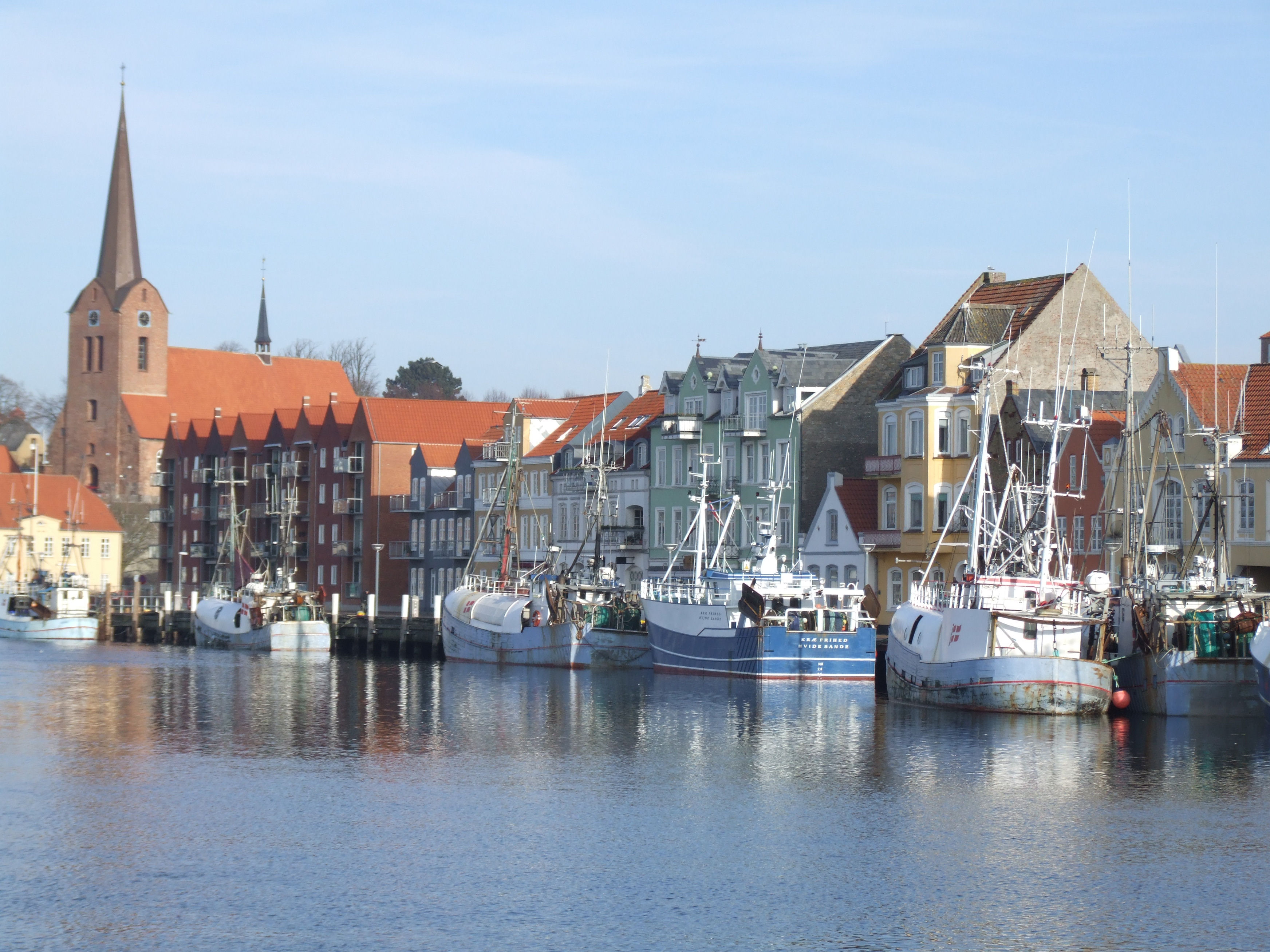
Le port de Sønderborg.
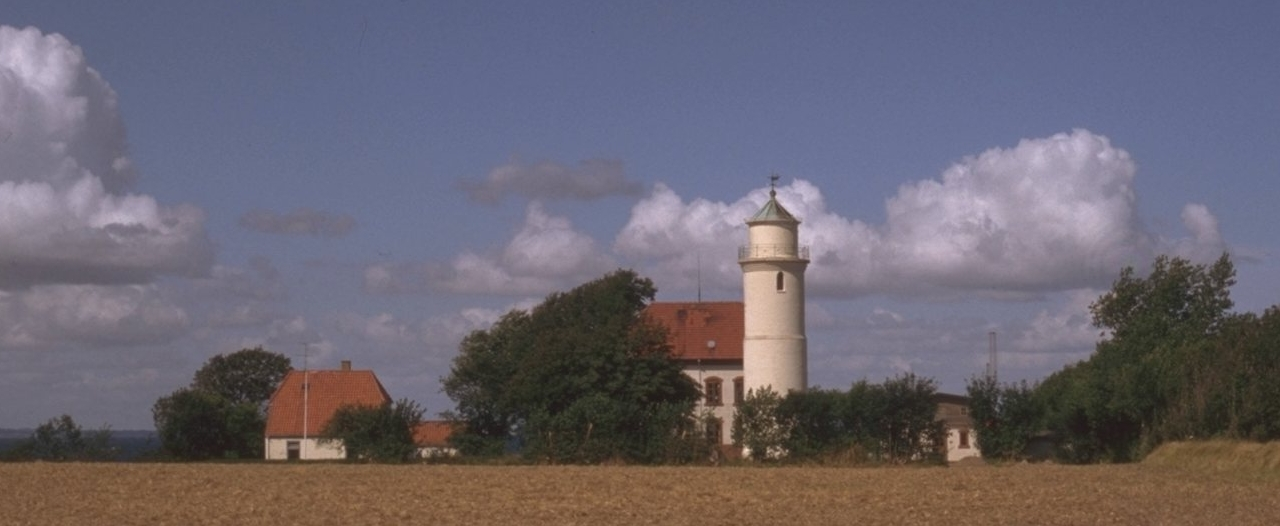
Phare de Nordborg.